# Isabel Arlt

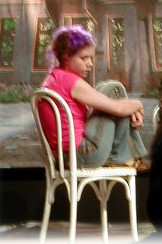
Bei der Aufführung des Musicals "Der Boss und die Liebe zum Erbhof"

Isabel Arlt (* 12. August 1973) ist eine deutsche Schauspielerin und Chansonsängerin.

## Leben
Sie lernte Ballett, studierte ein Jahr lang Musik und absolvierte eine Musicalausbildung. Ihr Schauspielstudium führte sie am Schauspielstudio Maria Körber in Berlin durch. Im Anschluss belegte sie den Chanson-Meisterkurs bei Gisela May und nahm an mehreren Musical-Workshops teil. 
Im Theater wurde sie schon für die unterschiedlichsten Rollen engagiert. Zuletzt spielte sie mit dem Ensemble des Theaters am Kurfürstendamm im Stück „Charley‘s Tante“ an der Seite von Markus Majowski mit. Das Junge Theater Bremen engagiert sie häufig. 
Seit Anfang 2005 sammelt Isabel Arlt auch Kameraerfahrungen. Ihre erste Rolle bekam sie in der Telenovela „Verliebt in Berlin“ als Kellnerin Simone Werth. Daneben drehte sie mit dem Schauspieler Burkhard Schmeer den Trailer zu den Nordischen Filmtagen 2005 und mehrere Sketche für „Die Dreisten Drei“. In der RTL-Serie „Hinter Gittern“ hatte sie einen Kurzauftritt als Krankenschwester. 

## Bühne (Auswahl)
- 2004 Roberto Zucco Junges Theater Bremen.
- 2004 Peanuts Junges Theater Bremen
- 2004 Eine gute Partie Komödie am Kurfürstendamm
- 2005 Angstmän Junges Theater Bremen
- 2005 Der Boss und die Liebe zum Erbhof Musical für das Erbhof-Festival Thedinghausen
- 2005/06 Charley’s Tante Komödie am Kurfürstendamm
- 2006 Nach dem Regen
- 2006 Süßer die Glocken Gastspiele Komödie am Kurfürstendamm

## Filmografie
- 2005–2007: Verliebt in Berlin
- 2006: Die Dreisten Drei
- Hinter Gittern